# Corazón maldito
Corazón Maldito es el álbum de estudio no. 42 del cantante mexicano  Marco Antonio Muñiz,publicado bajo el sello RCA/ariola en 1986.
Se destacaron los Sencillos: Corazón Maldito, Hoy He Vuelto A Vivir y Romántico.
En este disco, Marco Antonio Muñiz se adentro a la música pop de la época, esto se pueden comprobar en canciones como: Canoero, Ámame y Romántico. Queriendo atraer a la Juventud, sin dejar el lado romántico que quiere transmitir el disco.
Dentro del álbum,  trata  diferentes temáticas del enamoramiento, como La conquista hacia una persona, las consecuencias de estar enamorado, la separación, la obsesión, el amor de pareja, El recuerdo y el abandono.

## Temas[2]
1. Canoero
2. Corazón Maldito
3. Los Abedules
4. La Noche Que Te Amé
5. Guitarra De Media Noche
6. No Cierres Esa Puerta
7. Hoy He Vuelto A Vivir
8. Amame
9. Si Crees En El Amor
10. Romántico

## Créditos
Letra Y Música:José Luis Armenteros y Pablo Herrero
Arreglos y Dirección:Eduardo Leyva
Realización Ejecutiva: Rubén Fuentes 
Grabado y Mezclado en:Eurosonic, Madrid, España.
Ingeniero de grabación y Mezcla: Juan M.Vinader
Ayudante: Fernando Álvarez
Supervision de Diseño gráfico:Martha Lauria
Fotos y diseño de portada: Gallardo/ MW,S.A Publicidad 